# شلسویگ جنوبی

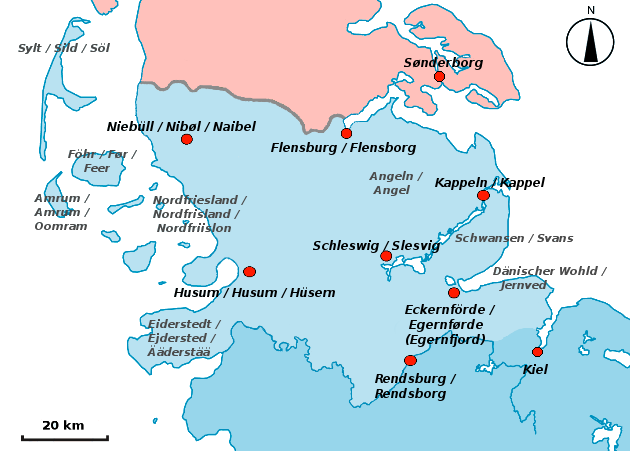
شلسویگ جنوبی

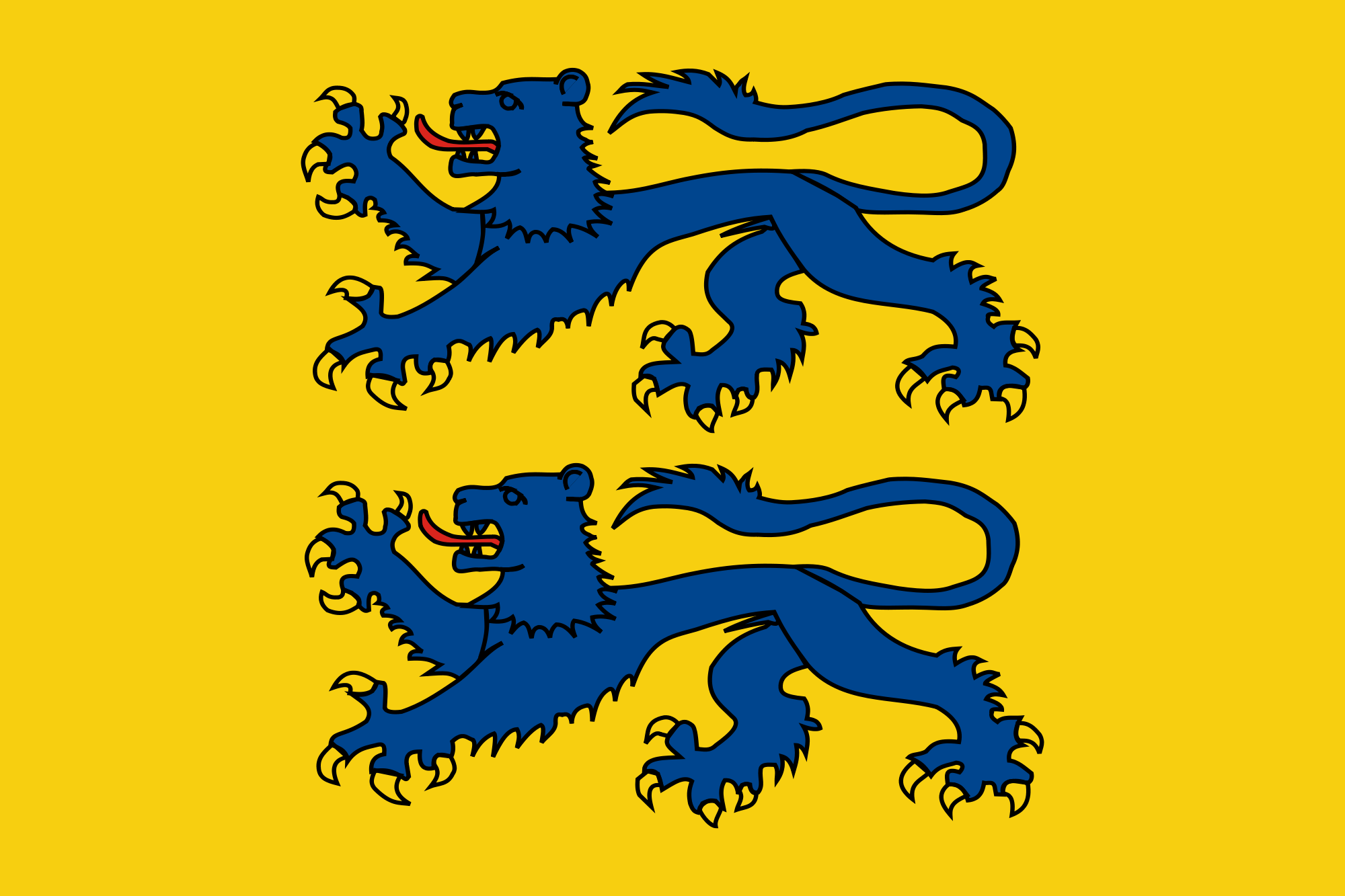
پرچم مردمان دانمارکی‌زبان شلسویگ جنوبی.

شلسویگ جنوبی (آلمانی: Südschleswig) (دانمارکی: Sydslesvig) به نیمه جنوبی کشور پیشین دوک‌نشین شلسویگ در آلمان که در شبه‌جزیره یوتلاند قرار دارد گفته می‌شود. این منطقه جغرافیایی امروزه بخش بزرگی میان رود آیدر در جنوب و آبدره فلنسبورگ در شمال در مرز دانمارک را پوشش می‌دهد.این منطقه تا سال ۱۸۶۴ زمانی که پادشاهی پروس و اتریش بر دانمارک اعلان جنگ کردند بخشی از دانمارک بود.